# Mediadoro
Mediadoro es una localidad del municipio de Valdeprado del Río (Cantabria, España). La localidad se encuentra a 1050 metros de altitud sobre el nivel del mar, y a 7 kilómetros de la capital municipal, Arroyal. En el año 2024 contaba con una población de 11 habitantes (INE).

## Paisaje y naturaleza

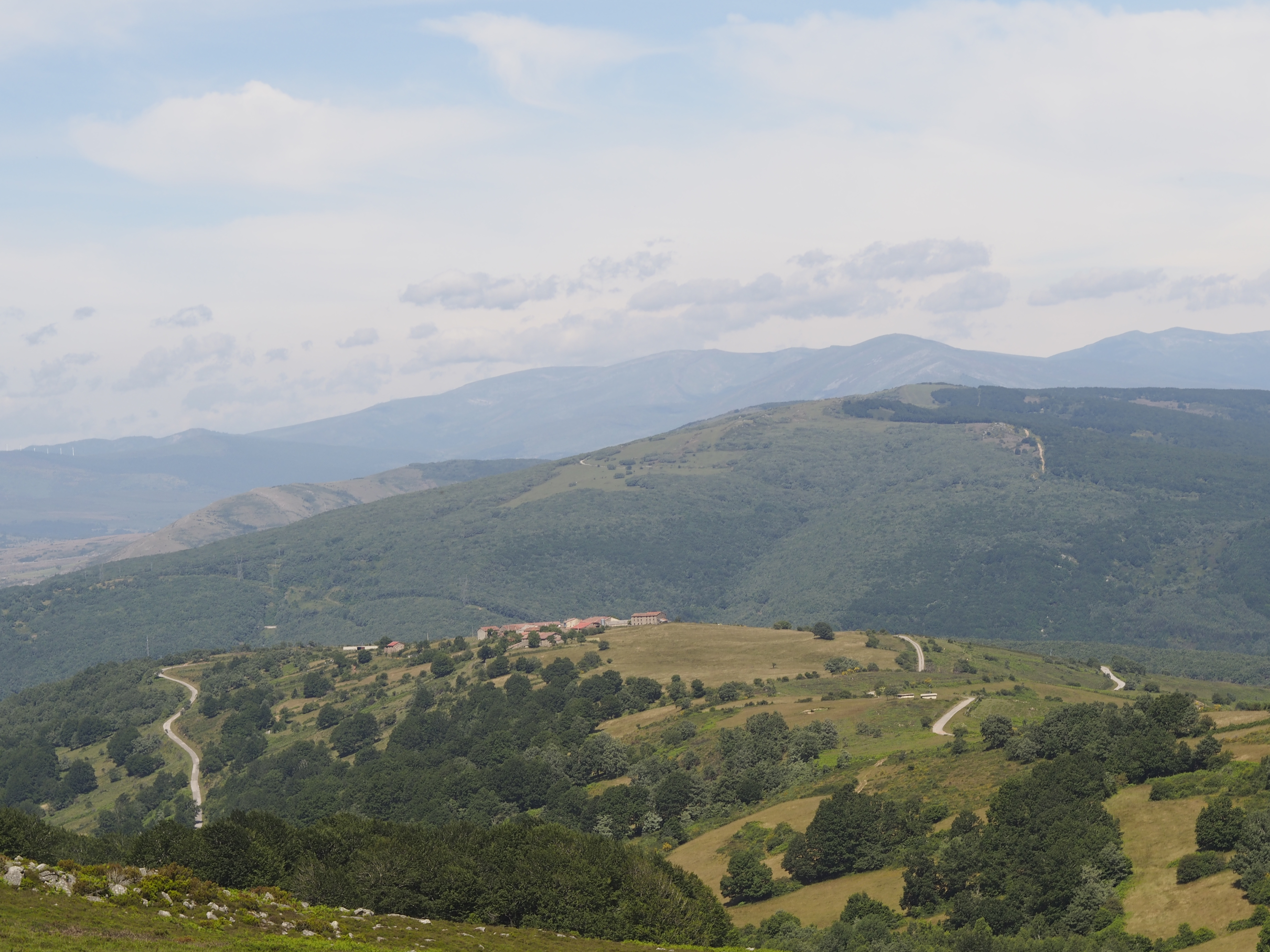
Mediadoro desde el este.

El pueblo es más alto que los vecinos pueblos que conforman los Riconchos con sus 1050 metros de altitud. Destacamos la existencia de un hayedo en la parte meridional del pueblo, en las umbrías del Monte Bigüenzo, que forma prácticamente un continuo con la bastedad forestal del Monte Hijedo, que se extiende a escasos tres kilómetros por el este, más allá de la divisoria con Valderredible.

## Patrimonio histórico
En Mediadoro encontramos ejemplos nada desdeñables de arquitectura rural en los que se aprovechan con ingenio las posibilidades decorativas de los materiales pobres con las que se construyen. La ermita de San Roque es un sencillo cubo de sillería con espadaña popular a los pies de dos troneras, muy similar a la de laguillos o Bustidoño. Como en aquellas, su ejecución la suponemos alrededor de los siglos XVI-XVII.